# Yatai

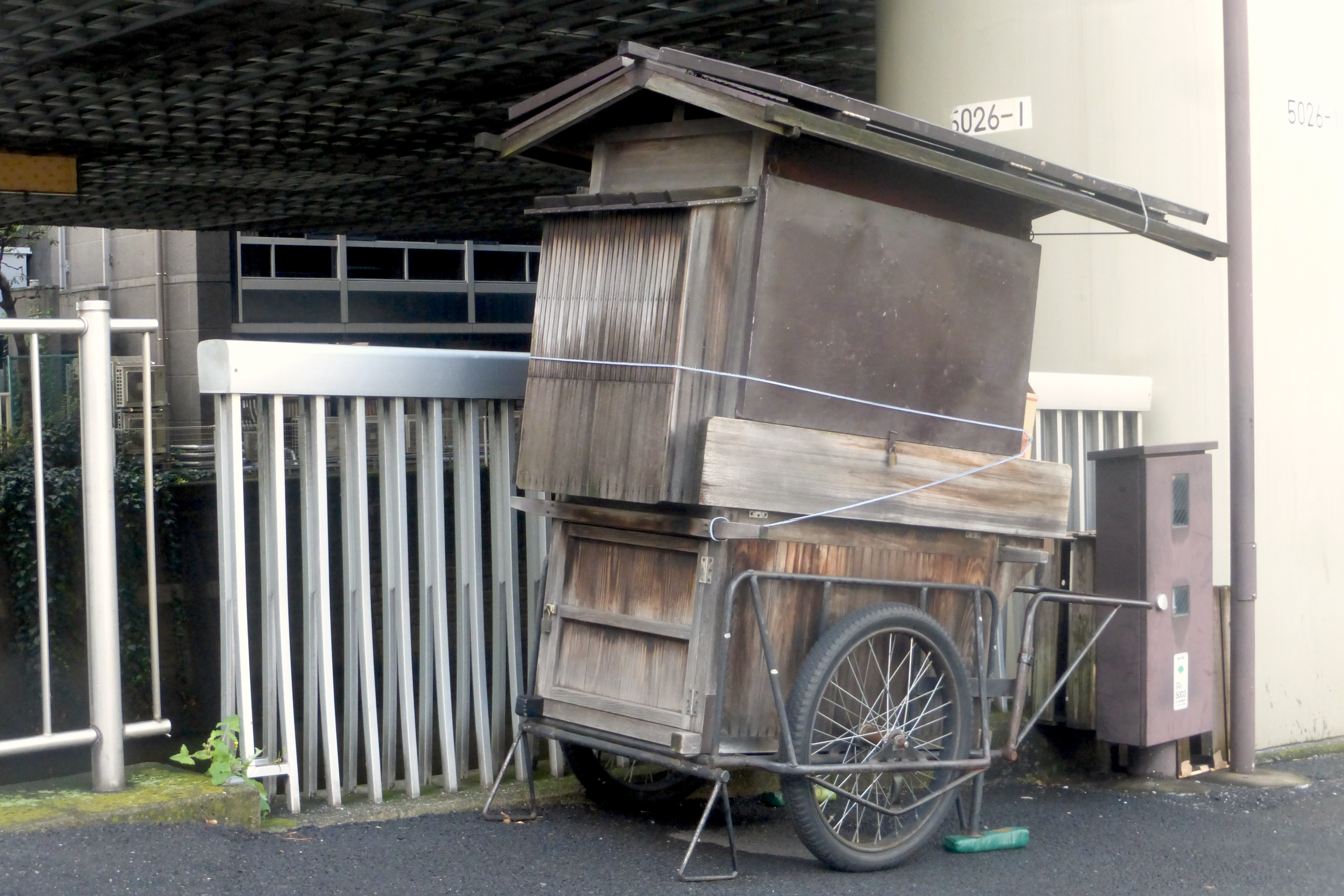
Yatai chiuso

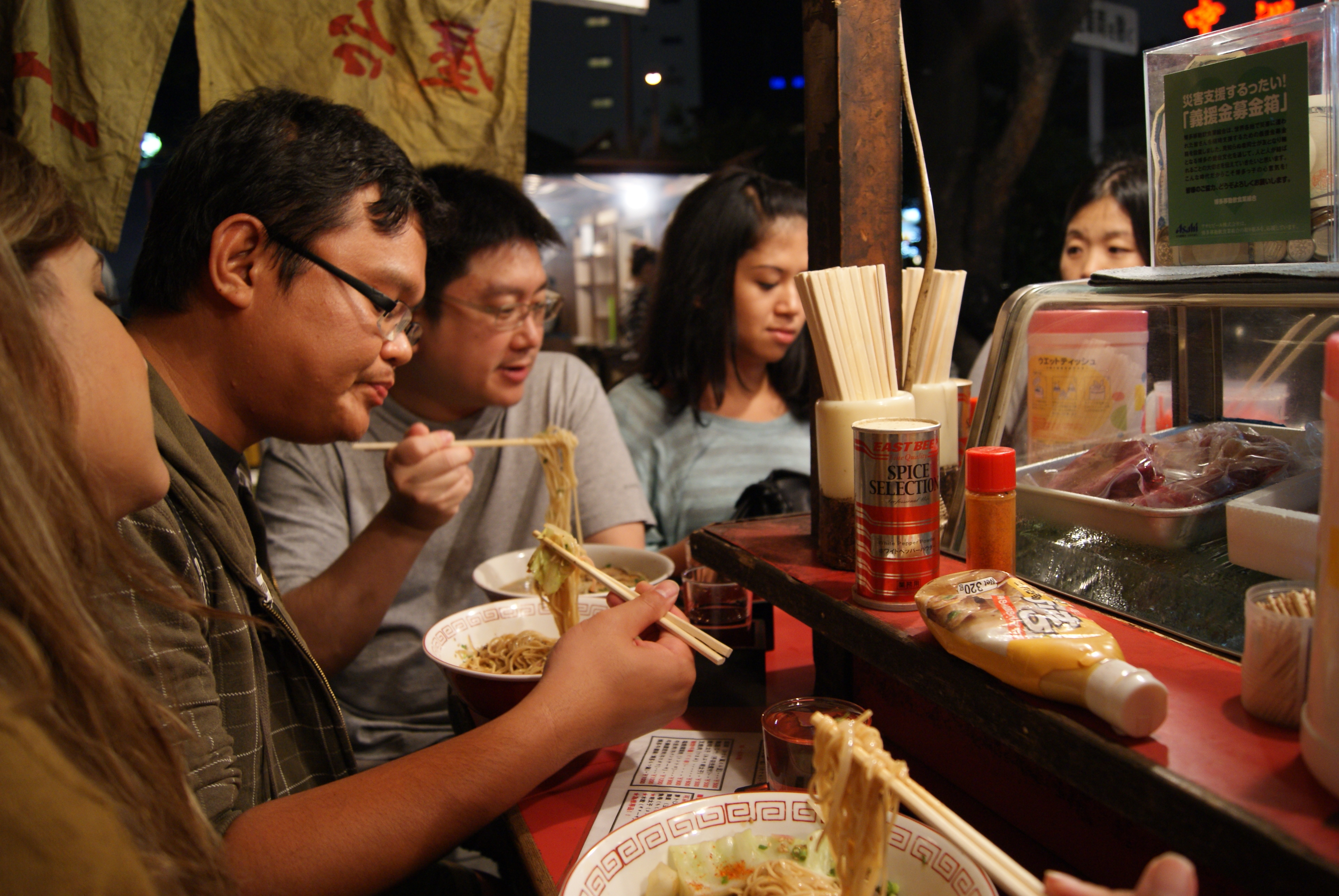
Yatai in attività a Fukuoka

Gli yatai (屋台?) sono bancarelle che vendono cibo da strada della cucina giapponese come ramen e sushi.
Introdotti nel periodo Edo, il numero degli yatai si è ridotto notevolmente in seguito alle Olimpiadi di Tokyo del 1964.